# Sigmund Sobolewski
Sigmund Sobolewski (eigentlich Zygmunt Sobolewski; * 11. Mai 1923 in Toruń, Polen; † 7. August 2017 in Bayamo, Kuba) war ein polnischer Holocaust-Überlebender und Aktivist. Er war der 88. Inhaftierte im KZ Auschwitz und war dort mehr als viereinhalb Jahre interniert. Bekanntheit erlangte er durch seine Aktionen gegen Neonazis, Antisemiten und Holocaustleugner, die er immer wieder mit seinen Erlebnissen konfrontierte. 

## Leben
Sobolewski wurde 1923 in Toruń als ältestes von vier Kindern des Bürgermeisters geboren. Im Alter von 17 Jahren deportierte man ihn am 14. Juni 1940 mit dem ersten Transport in das KZ Auschwitz, weil sich sein Vater gegen die Nationalsozialisten engagiert hatte. Da man den Vater aufgrund einer Tuberkulose-Erkrankung nicht internieren konnte, nahm man den Sohn mit. Da Sobolewski fließend Deutsch sprach, setzte man ihn als Dolmetscher ein.
„Ich überlebte auch, weil ich jung war“, so Sobolewski. „Ich erkannte nicht, wie ernst das war, was da geschah. Die meisten Menschen, die überlebten, waren einfache Leute; Arbeiter, Bauern aus polnischen Dörfern, die weder lesen noch schreiben konnten, die man aber für harte Arbeit einsetzen konnte. Rechtsanwälte, Ärzte, Ingenieure und Akademiker: Viele von ihnen nahmen sich nach drei oder vier Wochen in Auschwitz das Leben, weil sie erkannten, dass ihre Chancen zu überleben sehr, sehr gering waren.“
Sobolewski war der einzige überlebende Zeuge des Aufstandes vom 7. Oktober 1944 in Auschwitz-Birkenau, als eine Gruppe jüdischer Gefangener das Krematorium Nr. 4 sprengte und dann versuchte, zu fliehen. Sobolewski war bei der Lagerfeuerwehr und wurde eingesetzt, um das Feuer zu löschen. Er erlebte die Exekution von 450 jüdischen Sonderkommando-Häftlingen, die als Vergeltungsmaßnahme getötet wurden.
Drei Wochen später wurde er mit der Lagerfeuerwehr in das KZ Sachsenhausen verlegt. Am 21. April 1945, während der Evakuierung des KZ Sachsenhausens, konnte er fliehen und erreichte die amerikanischen Truppen.
Nach dem Krieg bereiste Sobolewski die Welt und ließ sich schließlich 1949 in Kanada nieder, wo er u. a. als Hotelier arbeitete. Ab 1967 engagierte er sich gegen Neonazis. Er nahm an einer Demonstration in Toronto teil, bei der 6000 Menschen gegen das Erstarken Rechtsextremer in Deutschland demonstrierten. Auf einer Reise durch Europa warb er für eine Entschädigung der Bundesrepublik Deutschland für die ehemaligen Inhaftierten von Konzentrationslagern. Er begann sich offen einzusetzen. Eine seiner ersten Protestaktionen gegen Neonazismus war sein Auftritt im kanadischen Fernsehen, wo er in einer Häftlingsuniform des KZ Auschwitz-Birkenau gegen den Auftritt eines deutschen Neonazis im kanadischen Fernsehen demonstrierte.
1983 bot er dem Holocaustleugner James Keegstra während dessen Gerichtsverfahren an, eine Reise nach Auschwitz zu bezahlen. Der Lehrer aus Alberta hatte nicht nur den Holocaust geleugnet, er propagierte auch den Mythos einer jüdischen Weltverschwörung. 1989 organisierte Sobolewski den ersten Gedenkgottesdienst in der Holy Rosary Polish Catholic Church in Edmonton, an dem auch jüdische Vertreter teilnahmen. Einem Reporter erzählte er nach der Veranstaltung, dass es furchtbar gewesen sei, als Katholik in Auschwitz sein zu müssen, dass es aber hoffnungslos gewesen sei für Juden und dass er überzeugt sei, dass „nationalsozialistische Verbrechen gegen die Menschlichkeit vergessen und unter den Teppich gekehrt werden.“ Er erzählte, dass er in einem Lokalblatt inseriert habe, dass er einen Assistenten für seine Memoiren suche und sich 43 Personen gemeldet hätten. Nur vier der Antwortenden hätten jemals von Auschwitz gehört.
1990 reiste er auf seiner Deportationsroute von Tarnów nach Auschwitz, um sich für die Schaffung von „Meditationsgärten“ im Todeslager einzusetzen. Im gleichen Jahr organisierte er eine Demonstration gegen das „Arische Fest“, ein Neonazi-Festival, das von Terry Long in Alberta organisiert wurde. 1991 gehörte er zu einer Aktivistengruppe, die den polnischen Kardinal Józef Glemp beschuldigte, unsensibel mit Holocaustüberlebenden umzugehen.
Sobolewski reiste um die Welt und hielt zahlreiche Vorträge über seine Erfahrungen in Auschwitz. Immer wieder warnte er vor der Verharmlosung des Holocaust. Sein Leben wurde in der Biografie Prisoner 88: The Man in Stripes von Rabbi Roy Tanenbaum festgehalten.
Sobolewski starb im August 2017 an den Folgen einer Lungenentzündung im Alter von 94 Jahren. Er lebte seit vier Jahren auf Kuba, da seine Frau von hier stammte. Das Paar hat drei Söhne.